# Kanton Beaulieu-sur-Dordogne
Kanton Beaulieu-sur-Dordogne (francouzsky Canton de Beaulieu-sur-Dordogne) je francouzský kanton v departementu Corrèze v regionu Limousin. Tvoří ho 13 obcí.

## Obce kantonu
- Astaillac
- Beaulieu-sur-Dordogne
- Billac
- Brivezac
- La Chapelle-aux-Saints
- Chenailler-Mascheix
- Liourdres
- Nonards
- Puy-d'Arnac
- Queyssac-les-Vignes
- Sioniac
- Tudeils
- Végennes